# Brockdorf
Brockdorf (niederdeutsch Braudarp) ist ein Stadtteil im Südwesten der Stadt Lohne im niedersächsischen Landkreis Vechta. Mit 1253 Einwohnern ist Brockdorf die größte Bauerschaft der Stadt Lohne.

## Geschichte

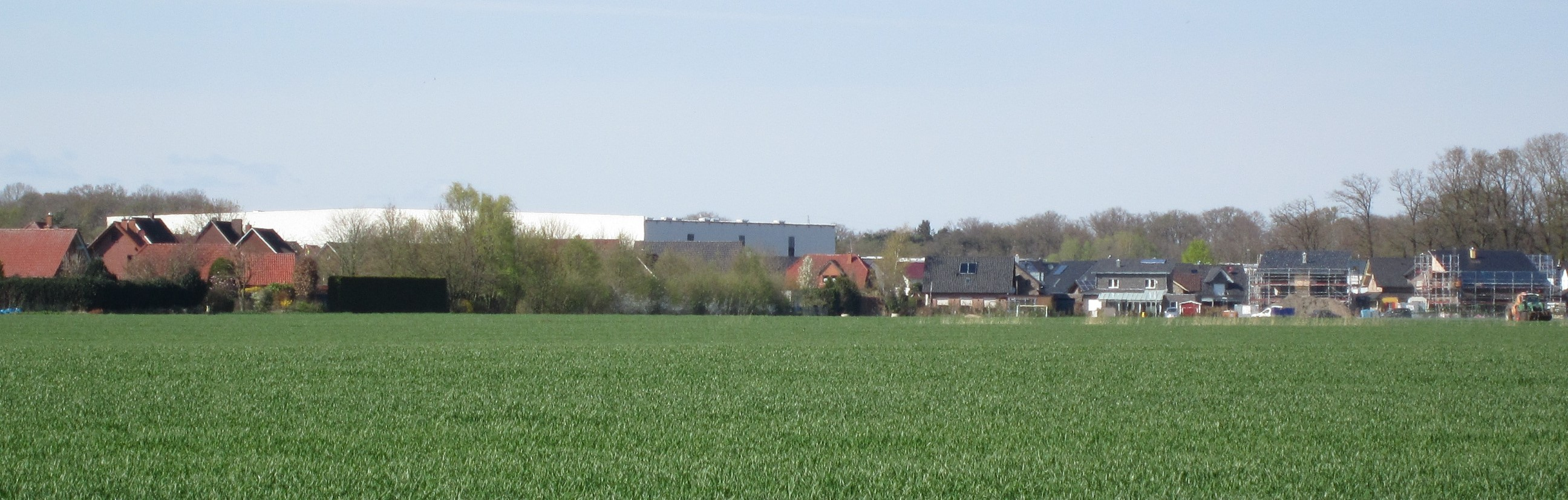
Brockdorf aus Richtung Süden betrachtet; im Hintergrund Werk 2 der Firma Pöppelmann

Im heutigen Brockdorf errichtete das Geschlecht der Grafen von Calvelage eine im späten 11. Jahrhundert erstmals erwähnte Burg. Das um die Burg herum errichtete Dorf übernahm den Namen Calvelage bzw. Kalvelage. Die Grafen von Calvelage verlegten Ende des 12. Jahrhunderts ihre Residenz in die Moorbachniederung Vechtas. Später änderten sie ihren Geschlechtsnamen in Grafen von Ravensberg und verlegten ihren Herrschaftsraum ins Ravensberger Land.

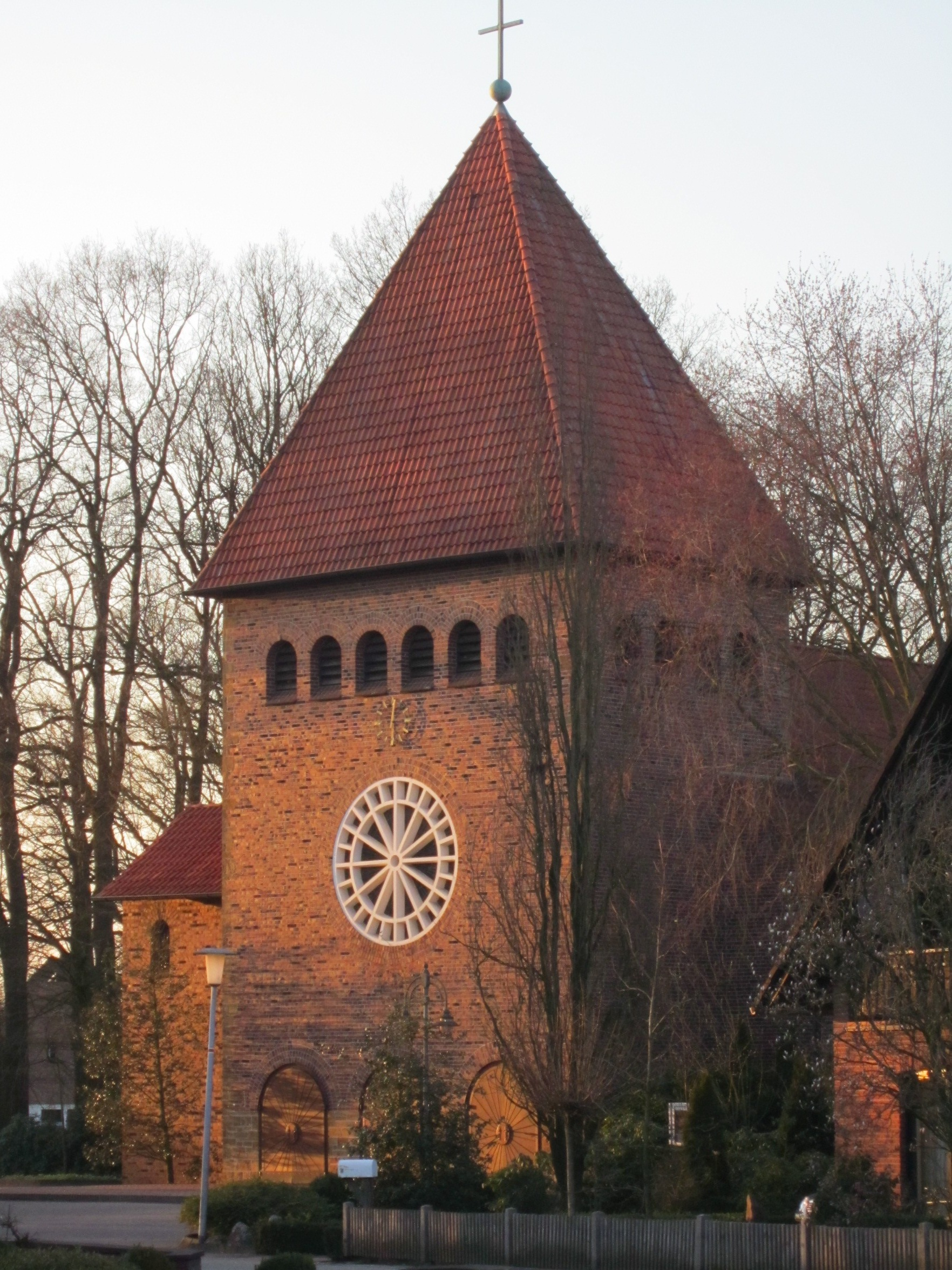
Katholische Filialkirche Sankt Maria Goretti

Etwa an der Stelle der alten Burg Kalvelage entstand die Querlenburg, ein Wort, das Carl Heinrich Nieberding zufolge aus „Calvelagenburg“ über „Calvellenburg“ entstanden sein soll. Für 1290 ist hier eine 115 Hektar große Bauernstelle nachgewiesen, die vermutlich erst 1542 zu einer Burg ausgebaut wurde, welche mehrfach den Besitzer wechselte: Nach dem Adelsgeschlecht Bernefuer bewohnten die Herren von Dorgelo und von Jemgum (Nachfahren des Jemgumer Häuptlings Ewo Erikes) sowie die Grafen von Galen die Burg.
Vor dem Bau der ersten Schule im Jahr 1674 bestand Calvelage/Brockdorf aus einer Ansammlung verstreut liegender Höfe und Heuerlingshäuser. Danach bildete sich östlich der Querlenburg ein Dorfkern heraus.
Während des Bestehens der Herrlichkeit Dinklage von 1672 bis 1827 unterlag Brockdorf, wie sich die Bauerschaft jetzt nannte, der weltlichen Gerichtsbarkeit der Grafen von Galen als Herren der Herrlichkeit Dinklage. Für kirchliche Angelegenheit war bereits damals das Kirchspiel Lohne zuständig. Erst 1837 wurde es auch in weltlichen Fragen für Brockdorf zuständig.
1856 wurde Brockdorf in Brockdorf I und Brockdorf II geteilt. Die Grenze der beiden Teile bildete der Mühlener Mühlenbach (auch Trenkampsbach genannt), wobei Brockdorf I nordöstlich und Brockdorff II (auch Klein-Brockdorf genannt) südwestlich des Baches liegen.
1953 wurde in Brockdorf auf einem von den Grafen von Galen geschenkten Grundstück eine eigene Kirche fertiggestellt. Sie wurde der heiligen Maria Goretti geweiht. Reliquien der Heiligen wurden bei der Altarkonsekration in den Stein eingelassen.

## Wirtschaft

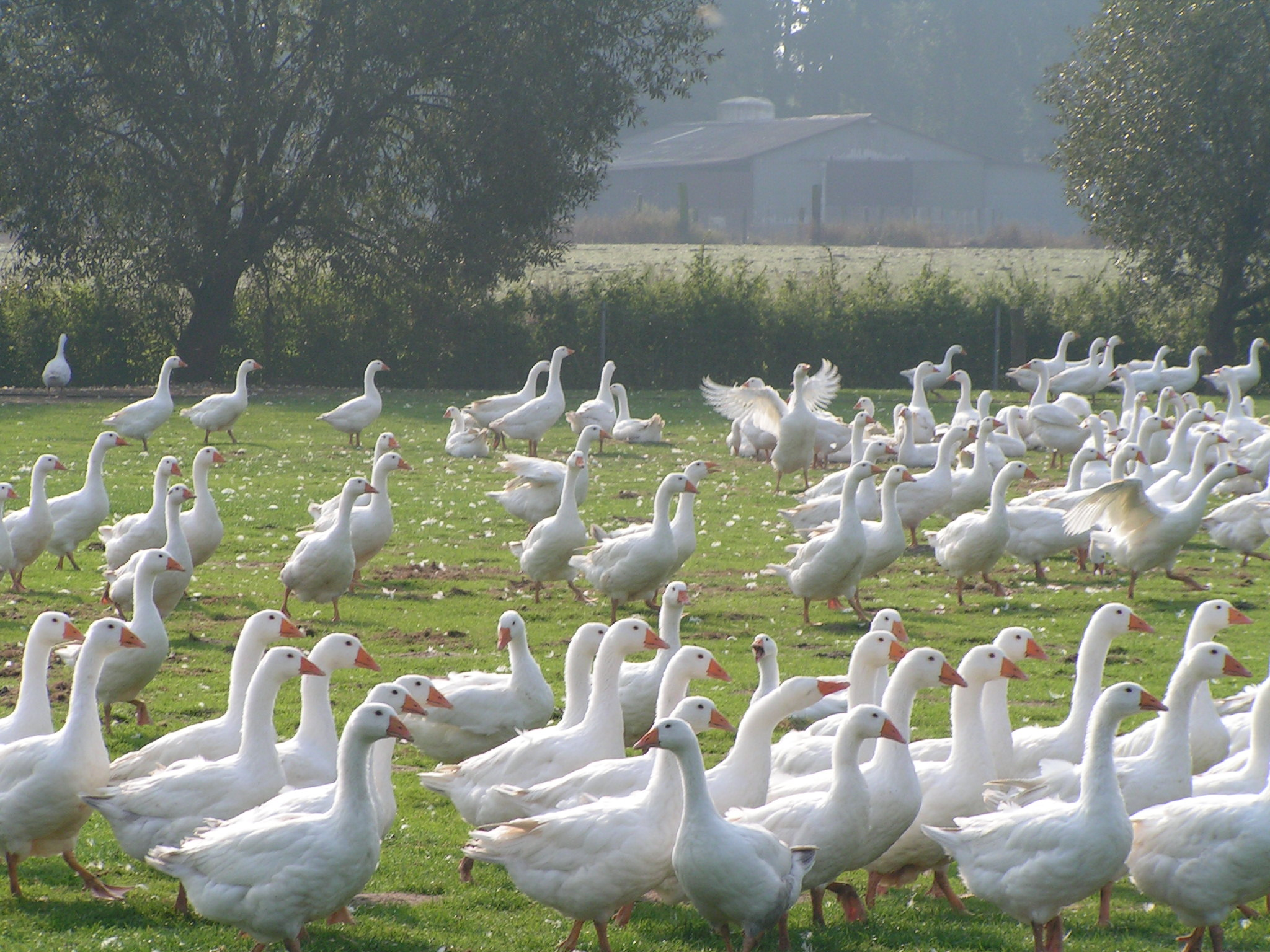
Gänsezucht in Brockdorf

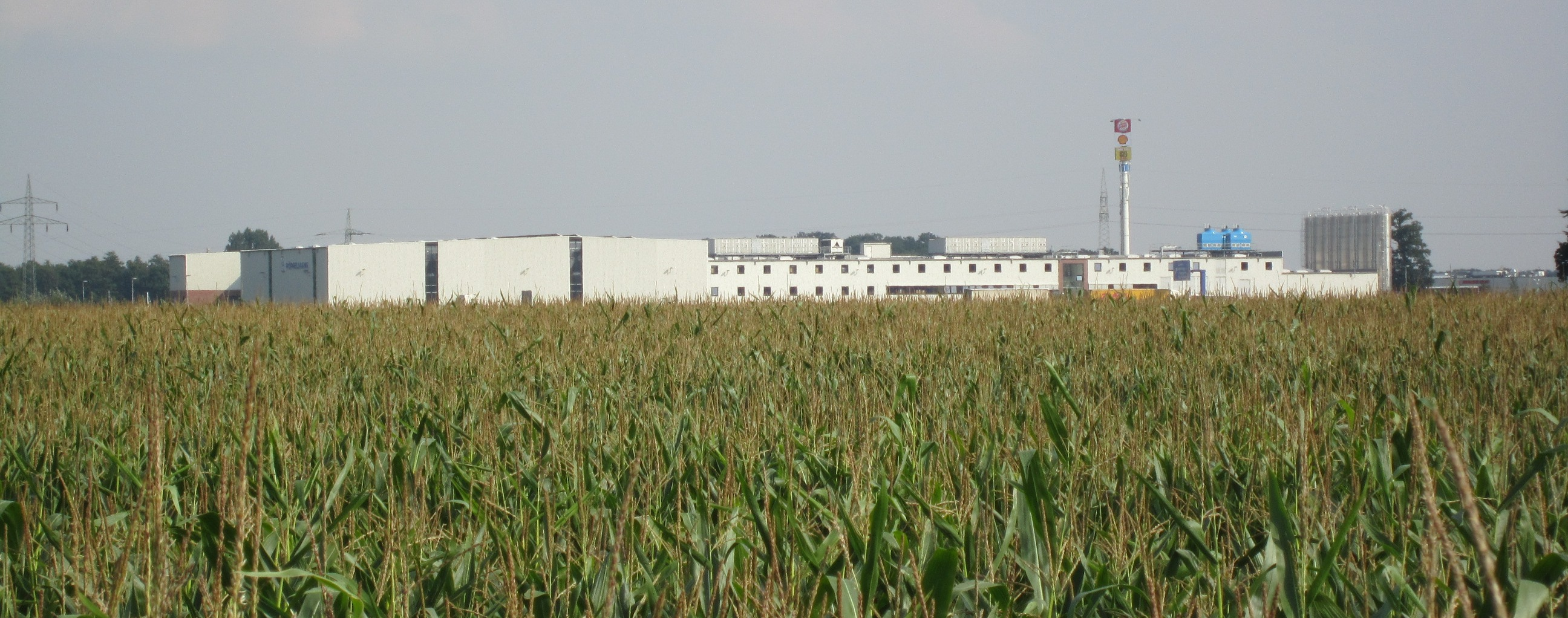
Werk 3 der Firma Pöppelmann unmittelbar östlich der A 1, Anschlussstelle Lohne/Dinklage

Traditionell ist Brockdorf von der Landwirtschaft geprägt. Auf dem tief gelegenen, feuchten Bruchland im Dinklager Becken, dem Brockdorf seinen Namen verdankt, wird seit Jahrhunderten Großviehzucht betrieben. Überregional bekannt ist die Bauerschaft für die Gänsezucht, die auch die Industrialisierung Lohnes im 19. Jahrhundert ermöglichte, welche mit der Produktion von Schreibfedern begann. Im Norden Brockdorfs hat sich beiderseits der Landesstraße 845 (dem Zubringer zur Anschlussstelle Lohne/Dinklage der  A 1) eine Vielzahl von Gewerbebetrieben angesiedelt.
Im äußersten Südwesten von Brockdorf befindet sich ein Windpark. Von den sieben dort dicht beieinander neben der Autobahn aufgebauten Windrädern befinden sich drei auf dem Gebiet der Stadt Lohne, drei im äußersten Südosten der Stadt Dinklage und eines am westlichen Rand der Gemeinde Steinfeld.